# Pila (Laguna)
Pila (Tagalog: Bayan ng Pila) ist eine philippinische Stadtgemeinde in der Provinz Laguna, in der Verwaltungsregion IV, Calabarzon. Sie hat 50.289 Einwohner (Zensus 1. August 2015), die in 17 Barangays lebten. Sie wird als Gemeinde der dritten Einkommensklasse auf den Philippinen und als urbanisiert eingestuft.
Pilas Nachbargemeinden sind Victoria im Westen, Nagcarlan im Süden, Magdalena im Südosten und Santa Cruz im Osten. Im Norden der Gemeinde liegt der größte Binnensee der Philippinen, der Laguna de Bay.

## Baranggays
| - Aplaya - Bagong Pook - Bukal - Bulilan Norte (Pob.) - Bulilan Sur (Pob.) - Concepcion - Labuin - Linga - Masico | - Mojon - Pansol - Pinagbayanan - San Antonio - San Miguel - Santa Clara Norte (Pob.) - Santa Clara Sur (Pob.) - Tubuan |

## Weblink
- Informationen der Philippine Statistics Authority über Pila